# Glaciar Argonaut
El glaciar Argonaut es un glaciar tributario que mide unos 16 km de largo en la Cordillera Mountaineer de la Tierra de Victoria, Antártida.
Fluye hacia el este para ingresar al glaciar Mariner justo al norte de Engberg Bluff. Fue nombrado por la Expedición Antártica del Estudio Geológico de Nueva Zelanda, 1962–63, en asociación con los glaciares Aeronaut, Cosmonaut y Cosmonette.